# سیروس دین‌محمدی
سیروس دین‌محمدی (زادهٔ ۱۱ تیر ۱۳۴۹ در تبریز) بازیکن سابق و مربی فوتبال اهل ایران است. او سابقه گلزنی برای استقلال در فینال جام باشگاه‌های آسیا ۱۹۹۸ را دارد.
دین‌محمدی توانست در استقلال تهران جمعاً ۳۲ گل را به ثمر برساند.

## آمار حرفه‌ای

### باشگاهی
| باشگاه | دسته               | فصل     | لیگ  | لیگ | جام حذفی | جام حذفی | مجموع | مجموع |
| باشگاه | دسته               | فصل     | بازی | گل  | بازی     | گل       | بازی  | گل    |
| ------ | ------------------ | ------- | ---- | --- | -------- | -------- | ----- | ----- |
| ماینتس | بوندس لیگا ۲       | ۰۰–۱۹۹۹ | ۲۸   | ۰   | ۴        | ۰        | ۳۲    | ۰     |
| پگاه   | لیگ برتر خلیج فارس | ۱۳۸۳–۸۴ | ۱۱   | ۱   |          |          |       |       |
| مجموع  | مجموع              | مجموع   | ۳۹   | ۱   |          |          |       |       |

#### ملی
| تعداد    | تاریخ           | میزبان                         | رقیب            | گل   | نهایی | رقیب                                           |
| -------- | --------------- | ------------------------------ | --------------- | ---- | ----- | ---------------------------------------------- |
| ۱        | ۶ مهر ۱۳۸۰      | ورزشگاه امیر عبدالله فیصل، جده | عربستان سعودی   | ۲-۲  | ۲–۲   | مسابقات مقدماتی جام جهانی ۲۰۰۲- دور دوم (آسیا) |
| ۲ و ۳ و۴ | ۱۷ مرداد ۱۳۸۰   | ورزشگاه آزادی، تهران           | عمان            | ۳ گل | ۲–۵   | دوستانه                                        |
| ۵        | ۳۱ تیر ۱۳۸۰     | بیهاچ، بوسنی و هرزگوین         | بوسنی و هرزگوین | ۰-۱  | ۲–۲   | دوستانه                                        |
| ۶        | ۱۲ فروردین ۱۳۷۹ | ورزشگاه حمدانیه، حلب           | مالدیو          | ۰-۲  | ۰–۸   | مسابقات مقدماتی جام ملتهای آسیا ۲۰۰۰- (آسیا)   |

## افتخارات
- استقلال تهران

قهرمان لیگ فوتبال ایران ۸۰–۱۳۷۹
قهرمان جام حذفی فوتبال ایران ۸۱–۱۳۸۰
نایب قهرمان لیگ فوتبال ایران ۷۸–۱۳۷۷
نایب قهرمان جام حذفی فوتبال ایران ۷۸–۱۳۷۷
نایب قهرمان لیگ فوتبال ایران ۷۹–۱۳۷۸
- جام باشگاه‌های آسیا

نایب قهرمان جام باشگاه‌های آسیا ۹۹–۱۹۹۸
مدال برنز جام باشگاه‌های آسیا ۰۲–۲۰۰۱
- تیم ملی فوتبال ایران

قهرمان جام ال‌جی ۲۰۰۱ (ایران)
حضور در جام جهانی فوتبال ۱۹۹۸ فرانسه
- پیکان

نایب قهرمان لیگ فوتبال ایران ۰۴–۱۴۰۳ (سرمربی)